# Verkiezingen voor het Europees Parlement 2014/Kandidatenlijst/CD&V
Dit is de kandidatenlijst van de Belgische Christen-Democratisch en Vlaams voor de Europese verkiezingen van 2014. De verkozenen staan vetgedrukt.

## Effectieven
1. Marianne Thyssen
2. Ivo Belet
3. Steven Vanackere
4. Marie De Clerck
5. Piet Buyse
6. Elke Tindemans
7. Mustafa Uzun
8. Annick Sevenans
9. Jan De Keyser
10. An Hermans
11. Eddy Couckuyt
12. Geertrui Van Rompuy-Windels

## Opvolgers
1. Tom Vandenkendelaere
2. Marilyn Neven
3. Lucas Van Dessel
4. Sofie Landuyt
5. Ludwig Caluwe
6. Christina Van Geel
7. Paul Breyne